# حسین ایمان زهرائی
حسین ایمان زهرایی سیاست‌مدار ایرانی بود، که در  دوره بیست و سوم  به‌عنوان نماینده بوئین زهرا در مجلس شورای ملی حضور داشت.